# 더 골든 걸스
《더 골든 걸스》(영어: The Golden Girls)는 1985년부터 1992년까지 방영된 시트콤이다.

## 캐스트
- 비 아서
- 베티 화이트
- 루 매클래너핸
- 에스텔 게티